# Énekes lombgébics
Az énekes lombgébics (Vireo gilvus) a madarak osztályának verébalakúak (Passeriformes) rendjébe és a lombgébicsfélék (Vireonidae) családja tartozó faj.

## Rendszerezése
A fajt Louis Pierre Vieillot francia ornitológus írta le 1808-ban, a Muscicapa nembe Muscicapa gilva néven.

## Alfajai
- Vireo gilvus brewsteri (Ridgway, 1903)
- Vireo gilvus gilvus (Vieillot, 1808)
- Vireo gilvus swainsoni[2] S. F. Baird, 1858 vagy Vireo swainsoni[1]
- Vireo gilvus sympatricus (A. R. Phillips, 1991)
- Vireo gilvus victoriae Sibley, 1940[2]

## Előfordulása
Kanada, az Amerikai Egyesült Államok, Mexikó, a Kajmán-szigetek, Jamaica, Kuba, Costa Rica, Guatemala, Honduras, Nicaragua és Salvador területén honos.
Természetes élőhelyei a tűlevelű erdők, mérsékelt övi erdők, szubtrópusi és trópusi síkvidéki és hegyi esőerdők, folyók és patakok környékén. Vonuló faj.

## Megjelenése
Testhossza 14 centiméter, szárnyfesztávolsága 22 centiméter, testtömege 10–16 gramm.

## Életmódja
Főleg ízeltlábúakkal táplálkozik.

## Szaporodása
|  |

## Természetvédelmi helyzete
Az elterjedési területe rendkívül nagy, egyedszáma pedig növekszik. A Természetvédelmi Világszövetség Vörös listáján nem fenyegetett fajként szerepel.